# Pseudapis kophenes
Pseudapis kophenes là một loài Hymenoptera trong họ Halictidae. Loài này được Baker mô tả khoa học năm 2002.